# Perry Mason
Perry Mason är en fiktiv försvarsadvokat, skapad av den amerikanske författaren Erle Stanley Gardner 1933 i och med boken The Case of the Velvet Claws. Han har även gestaltats på TV.

## Historik
Försvarsadvokaten Perry Mason figurerade först och främst i en serie om 82 romaner och 3 långnoveller mellan åren 1933 och 1972 - alla med titelformatet The Case of the --- (på svenska: Fallet med...) och sedan ofta en allitteration, till exempel The Case of the Hesitant Hostess eller The Case of the Lucky Legs.
Samma titelformat användes även i TV-serien, där Raymond Burr spelade Mason mellan åren 1957 - 1966 (271 avsnitt) och senare 1985 - 1993 (26 avsnitt). Dessutom gjordes det ett misslyckat försök att återlansera Perry Mason med skådespelaren Monte Markham i huvudrollen 1973 - 1974, men den serien lades ner efter bara 15 avsnitt.
Fortfarande används figuren Perry Mason som sinnebilden av en skarp försvarare, som kan få den verklige brottslingen att bryta ihop i vittnesbåset och erkänna.
Bland de figurer som fanns runt Mason fanns den trofasta sekreteraren Della Street (spelad av Barbara Hale i TV-serien), den äventyrlige privatdetektiven Paul Drake (William Hopper) och den ständigt förlorande åklagaren Hamilton Burger (William Talman).

## Perry Mason i populärkultur
Galenskaparna & After Shave gjorde en parodi på Perry Mason i sin TV-serie Tornado - en tittarstorm.
Perry Mason är även en låt på Ozzy Osbournes skiva Ozzmosis.